# 포르투갈 소스
포르투갈 소스(Portugal+sauce, 포르투갈어: molho português 몰류 포르투게스[*], 광둥어: 葡汁, 월병: pou4 zap1 포우잡[*])는 마카오의 소스 또는 커리이다. 코코넛밀크와 커리가루를 넣어 만든다. 갈리냐 아 포르투게자 등의 요리에 쓰인다.

## 같이 보기
- 빈달루